# 北洸村
北洸村，是中华人民共和国山西省晋中市太谷区北洸乡下辖的一个村。
2010年7月22日，北洸村公布为第五批中国历史文化名村。
2012年12月17日，北洸村公布为第一批中国传统村落。